# Masteria sabrinae
Espèce
Masteria sabrinae est une espèce d'araignées mygalomorphes de la famille des Dipluridae.

## Distribution
Cette espèce est endémique de Martinique.

## Description
Le mâle holotype mesure 3,47 mm et la femelle paratype 3,79 mm.

## Étymologie
Cette espèce est nommée en l'honneur de Sabrina de Souza Ferreira.

## Publication originale
- Passanha & Brescovit, 2018 : On the Neotropical spider subfamily Masteriinae (Araneae, Dipluridae). Zootaxa, no 4463(1), p. 1-73.